# Doutor Victor
Vitor Garozi Linhares (Colatina, 2 de Janeiro de 1986) é um médico e político brasileiro, filiado ao partido Podemos (PODE), eleito para o cargo de Deputado Federal por Espírito Santo.

## Biografia
Vitor é um médico que se candidatou pela primeira vez à prefeitura de vila velha, como vice-prefeito em 2020, sendo eleito na chapa de Arnaldinho Borgo.
Renunciou sua posição em 2022, para se candidatar à Deputado Federal, sendo eleito em 2022, com a votação de 53.483 (2,57%).